# Melissa Seidemann
Melissa Seidemann (ur. 26 czerwca 1990) – amerykańska piłkarka wodna. Złota medalistka olimpijska z Londynu
Występuje w obronie. W reprezentacji debiutowała w 2010. Zawody w 2012 były jej pierwszymi igrzyskami olimpijskimi, Amerykanki triumfowały, w finale pokonując Hiszpanki. Z kadrą brała udział m.in. w mistrzostwach świata w 2011. W tym samym roku zwyciężyła w igrzyskach panamerykańskich.